# 殼仔弦

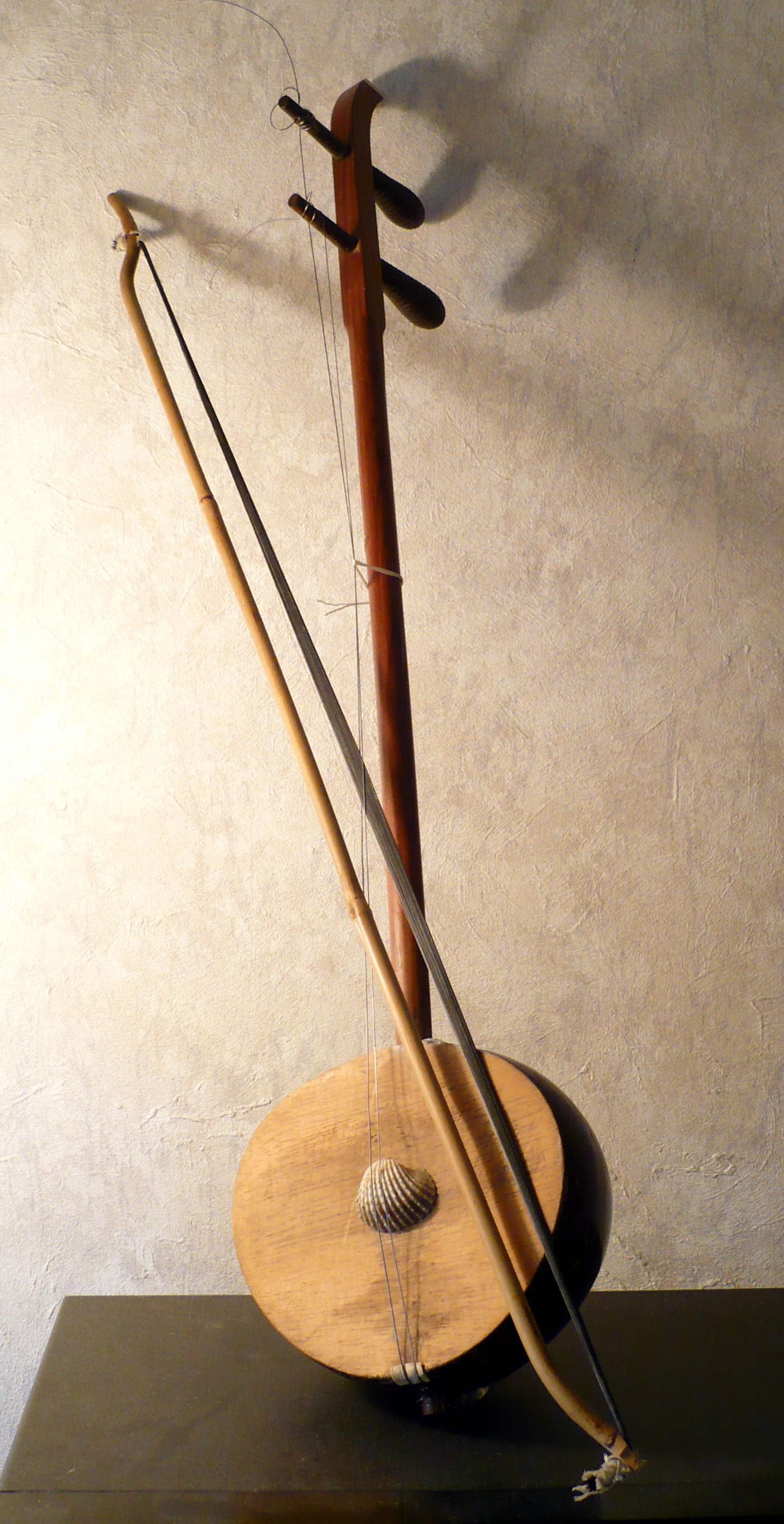
殼仔弦

殼仔弦，又作殼子弦，亦簡稱殼子或殼仔，歌仔（演唱和演奏）音樂及歌仔戲、布袋戲（掌中戲）等戲曲音樂使用的特性（特色）胡琴類樂器，純5度定弦。
形制（形狀）類似民樂板胡，但琴筒和整體通常比板胡小，琴筒用的椰子殼較薄。
早期曾用蠶絲弦，現在都用鋼弦。
殼仔弦名稱的來源是台語，意思是小殼胡琴或椰子殼胡琴，台語稱胡琴為弦仔（臺羅：hiân-á）。
它是亂彈戲（北管戲）古路（舊路；福路；福祿）流派的領奏胡琴（主弦）樂器。
歌仔戲樂隊旋律部（文場）的領奏樂器也是它，與大廣弦、台灣月琴、台灣品仔（台灣笛）合稱「四大件」。
客語稱二弦，在台灣客家音樂中，二弦是領奏胡琴，與客語稱冇弦，書面常寫胖胡的客家大椰胡搭配。
在台灣，殼仔弦有時也被意譯為椰胡或小椰胡，然而，較常使用椰胡名稱的還是廣東（及潮汕）音樂的冇弦（廣東大椰胡、潮州大椰胡，椰胡名稱只用於書面，口語稱冇弦）。
演奏殼仔弦的名家有洪堯進、陳冠華、陳冠華的學生林水泉等。
在使用殼仔弦為領奏胡琴（主弦）的樂隊中，演奏殼子弦的琴師被稱為「頭手」、「頭手弦仔」、「頭手弦」、「主弦」。

## 主要參考文獻
賴達逵，《台灣歌仔戲胡琴音樂研究》，南華大學美學與藝術管理研究所碩士論文，2003年，嘉義縣大林鎮。